# Freira-das-desertas
Freira-das-desertas ou grazina-de-desertas (nome científico: Pterodroma deserta) é uma espécie de ave marinha da família Procellariidae, encontrada nas Ilhas Desertas, parte do Arquipélago da Madeira.